# Allophryne resplendens
Allophryne resplendens (Castroviejo-Fisher, Pérez-Peña, Padial, and Guayasamin, 2012) è un anfibio anuro appartenente alla famiglia degli Allophrynidae.

## Descrizione
L'esemplare femmina olotipo misura 28,4 mm. La specie si distingue dall'A. ruthveni per la colorazione. Presenta le superfici dorsolaterali nere con macchie lucide e luminose dovute all'accumulo di iridofori. La superficie ventrale è nera e opaca anch'essa con macchie lucide e luminose dovute all'accumulo di iridofori, eccetto sulla superficie plantare e sulle palme. 

## Distribuzione e habitat
La specie è nota per due località della Regione di Loreto in Perù. Probabilmente potrebbe trovarsi anche nel vicino Brasile. Gli esemplari catturati sono stati trovati su foglie e rami di Lepidocaryum tenue (Arecaceae), una palma che forma una particolare foresta chiamata localmente irapayales. .